# Новая Казачья
Но́вая Каза́чья (укр. Нова Козача; до 2016 г. — Ильича́) — село в Козачо-Лопанском поселковом совете, Дергачёвского района, Харьковской области на Украине.
Код КОАТУУ — 6322055603. Население по переписи 2001 года составляет 421 человек(193 мужчины и 228 женщин).

## Географическое положение
Село Новая Казачья находится на правом берегу реки Лопань, выше по течению на расстоянии в 3 км расположен пгт Казачья Лопань, ниже по течению в 3-х км — село Цуповка, на противоположном берегу — сёла Турово и Макарово, рядом проходит железная дорога, станция Новая Казачья (Платформа 744 км).
Рядом с селом в балке Глубокая большое садовое товарищество.

## История
Село основано в 1925 году.

## Экономика
- В селе есть молочно-товарная ферма., работала примерно до средины 90-х годов. Сейчас от колхоза ничего не осталось. В поселке есть один магазин. В селе была начальная школа с 1 по 3 класс, с 2011 года на её базе работает детский сад.